# 里馬里馬山
9°28′S 77°27′W / 9.467°S 77.450°W

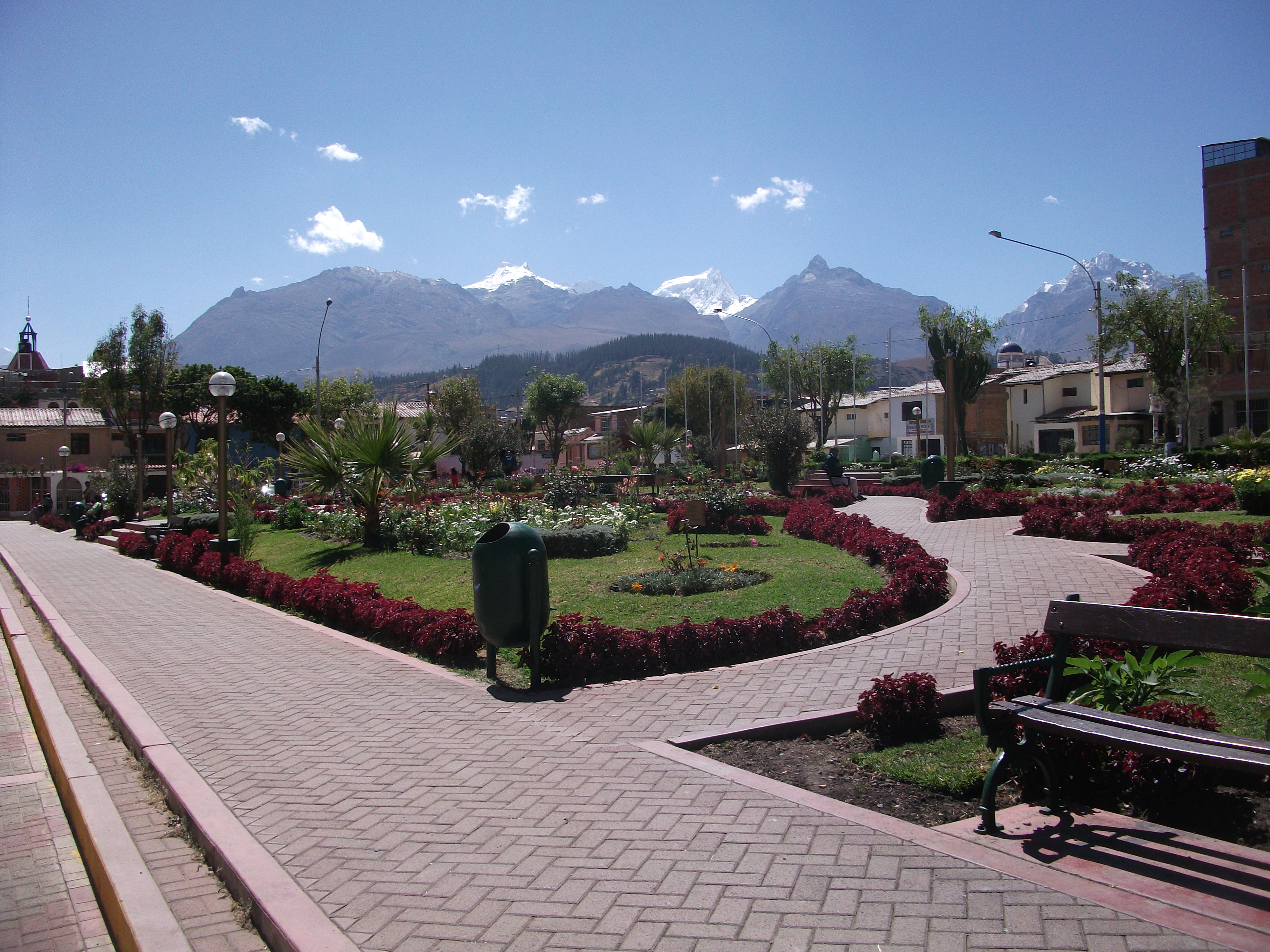

里馬里馬山（Rima Rima），是秘魯的山峰，位於該國北部安卡什大區的瓦拉斯省，屬於安第斯山脈中布蘭卡山脈的一部分，處於瓦拉斯東北面、瓦柳納拉胡山東南面，海拔高度5,254米。